# ヴァシーの虐殺

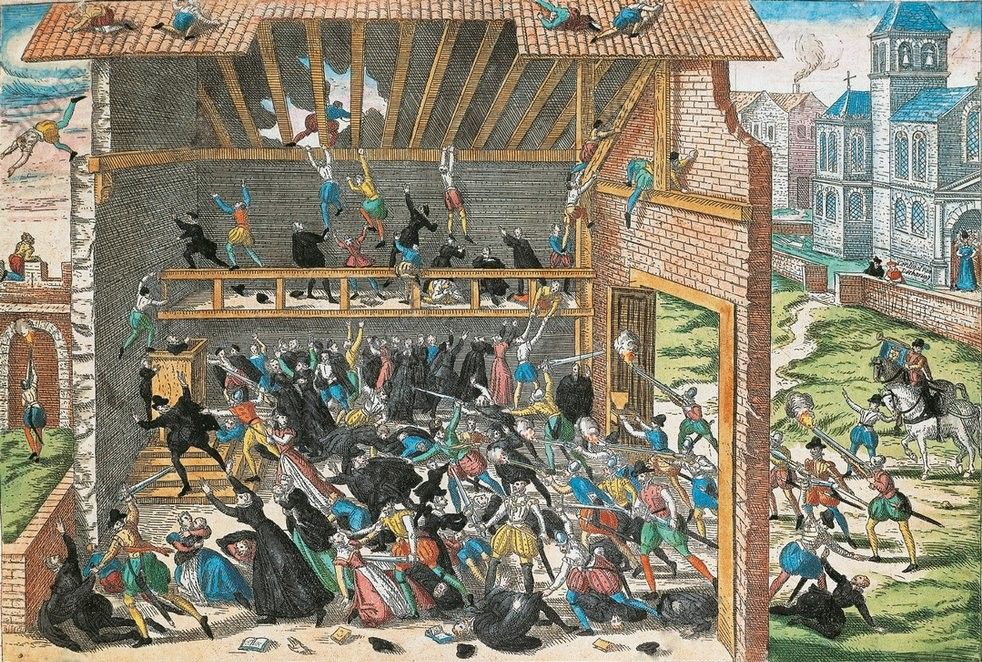
ヴァシーの虐殺, 16世紀に印刷されたもの

ヴァシーの虐殺（ヴァシーのぎゃくさつ、フランス語: Massacre de Wassy,英語: Massacre of Vassy,英語: Massacre of Wassy）とは、1562年3月1日にフランスのヴァシーにおいてギーズ公フランソワの兵士たちの武力行動により、市民とユグノーの礼拝者たちが殺害された出来事。
この惨劇はフランス宗教戦争（ユグノー戦争）において最初の大きな出来事であったと確認されている。
これに続く一連の争いは翌年の1563年3月19日にアンボワーズ勅令の署名により調停された。
このヴァシーの虐殺を取り巻く出来事は、7年後ジェノヴァにおいて40の連作凹版版画が発行されたことにより広く知られるようになった。

## 歴史
アンリ2世がフランス王位を継承してから、ユグノーと呼ばれるキリスト教宗教改革の指導者であったジャン・カルヴァンの支援者たちはフランスにおいて迫害されていた。シャルル9世の摂政であったカトリーヌ・ド・メディシスはサン・ジェルマン寛容令（あるいは1月勅令とも）を発した。これはフランスでのカルヴァン派とカトリック教会の共存と紛争の停止を期待し提案されたものであった。この勅令はいくつかの条件付であるが、ユグノーの礼拝を許可するものであった。しかしながらこれは、カトリック教徒の反発を招く結果となった。

### 虐殺
1562年3月1日、2代目ギーズ公フランソワは自身の領地への移動中、ヴァシーに立ち寄りミサへと参加することにした。フランソワは、ユグノーが納屋を教会として使用し、大規模な集会を開いて宗教的行事を行っているのを発見した。サン・ジェルマンの勅令（王令）ではユグノーの礼拝は街の城壁外での礼拝が条件とされていたが、この礼拝はそれに反するものであった。
公爵の一行の何人かがユグノーを道へ押し出そうとしたところ反発された。この出来事はエスカレートし、やがては石が飛び、公爵にぶつけられた。これに憤慨した公爵は部下に街の制圧と教会を焼くことを命じた。これにより62人の非武装のユグノーが殺され、100人を越える負傷者を出した。

### 影響
「虐殺」はいくつかの教派間の戦端を開くこととなり、約一世紀以上に渡って中断されることなく、大きく長く続くフランス宗教戦争の最初の戦いとなった。この出来事によりギーズ公はカトリック教徒に英雄とされたが、プロテスタントの貴族であったコンデ公ルイ1世は宮殿を去り、戦争の準備を始めた。
コンデ公率いるブルボン家は、彼らが「悪」の議会から王と摂政を解放するのだと声明を発表し、プロテスタント教会をまたぐ保護領を設定し、ロワール沿いに町を奪取し戦略的に守備隊を配置した。また、ユグノーたちはヴァシー以前から兵の動員をはじめていたが、コンデ公はこの虐殺を勅令が既に破られた証拠とし、また、戦端が開かれたとして、遠征にさらに重みを持たせるために利用した。事実としては、勅令はギーズ公の派閥からの圧力により無効とされた。
1563年2月18日に和平への障害であったギーズ公がユグノー貴族に暗殺されると、3月19日にはアンボワーズ勅令が下された。この勅令はプロテスタントの礼拝に制限を与えるが、信教の自由を認めるものであった。但し、これはかつての1月勅令よりも厳しいものであったため、ユグノーには歓迎されなかった。カトリック教徒による反発と勅令が各地で適用されなかったことによりカトリック教徒とユグノーの対立は解消されず、1567年には再び戦争へと発展した。